# Saprosites mansuetus
Saprosites mansuetus är en skalbaggsart som beskrevs av Blackburn 1904. Saprosites mansuetus ingår i släktet Saprosites och familjen Aphodiidae. Inga underarter finns listade i Catalogue of Life.